# Julia Gillardová
Julia Eileen Gillardová (* 29. září 1961, Barry, Wales, Spojené království) je australská politička, členka Australské strany práce a bývalá předsedkyně vlády Austrálie, první žena v této funkci. V minulosti zastávala funkce místopředsedkyně australské vlády Kevina Rudda a současně ministryně školství, zaměstnanosti, pracovně-právních vztahů a sociálního začlenění.

## Vzdělání
Bakalářka práv se zaměřením na ekonomii (LLB/BA), studovala státní univerzitu v Adelaide v Austrálii.

## Rodinné poměry
Svobodná a má jednu sestru. Její zánět průdušek a nové ekonomické příležitosti přiměl rodiče (chudého původu) v roce 1966 k přestěhování do teplejšího Adelaide v Austrálii.

## Profesní a politická dráha

### Při studiu
Během studia státní univerzity v Adelaide byla v roce 1983 zvolena viceprezidentkou národního vzdělávání Australského svazu studentů, poté jeho prezidentkou.

### Kontroverzní období
V letech 1984–1986 pracovala na plný úvazek pro založené Socialistické fórum (po dalším z rozvratů v Komunistické straně Austrálie jejími nespokojenými členy s cílem prosazování socialistického programu v Austrálii), až do roku 1993 byla členkou řídícího výboru, což bylo dobré pro její právnickou kariéru. Touto svou devítiletou činností se nyní nechlubí.

### Práce v oboru studia
Jako podniková právní zástupkyně začala pracovat v Slater and Gordon v Melbourne (1987–1995) a za společnici byla přijata v roce 1990.

### V Australské straně práce

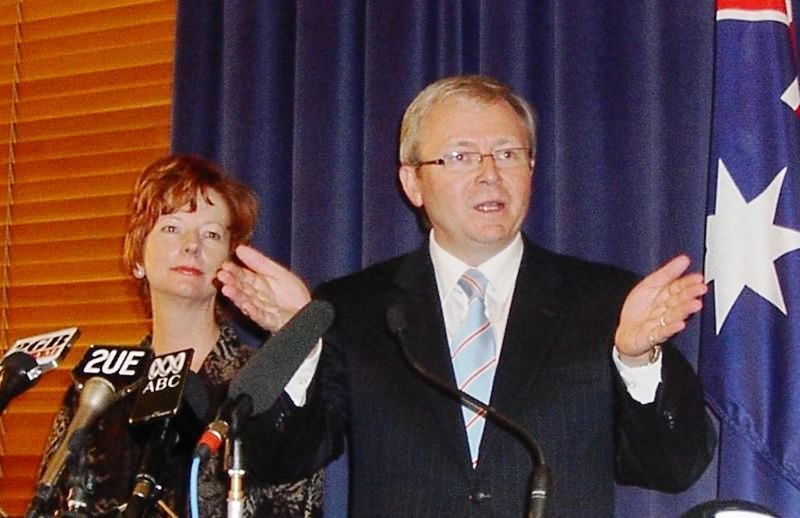
Kevin Rudd s Julií Gillardovou na její první tiskové konferenci 4. prosince 2006 jako zástupkyně nového vůdce strany práce

V roce 1996 se stala vedoucí štábu Johna Brumbyho vůdce Viktoriánské opozice, větvi Australské strany práce, v níž zastávala různé pozice až do roku 1998, kdy byla zvolena do Federálního parlamentu.
Během své poslanecké kariéry se aktivně účastnila mezinárodních výměn:
- - pozorovatelka indonéských voleb (1999),
  - vedoucí delegace (Čína 2000) a členka (Nový Zéland 2001) Australské rady politické výměny,
  - parlamentní studijní cesty (Spojené království 2001, 2005, Francie, Kanada 2005).

Její vzestup, jmenování stínovou ministryní pro populaci a imigraci strany práce, začal následující volby 2001 (navíc v únoru 2003 ministryní pro usmíření a domorodé záležitosti, v červnu zástupkyní ředitele Opozičního podnikání, v červenci ministryní zdravotnictví, v prosinci ředitelkou Opozičního podnikání) členstvím, mimo množství jiných společných parlamentních a frakčních výborů, ve Stálém výboru pro zaměstnanost, vzdělání a pracovně-právní vztahy Sněmovny reprezentantů.
Po znovuzvolení v roce 2004 byla opětovně jmenována stínovou ministryní zdravotnictví a ředitelkou Opozičního podnikání. V prosinci 2006 se stala zástupkyní nového vůdce strany práce Kevina Rudda a jím jmenována stínovou ministryní zaměstnanosti, pracovně-právních vztahů a sociálního začlenění.
Po znovuzvolení v roce 2007 byla uvedena do úřadu vlády jako místopředsedkyně, ministryně školství, zaměstnanosti a pracovně-právních vztahů a sociálního začlenění, neboť je oproti premiéru Ruddovi levicovější a k tomu žena, vzhledem ke stranické rovnováze.

### První předsedkyně vlády Austrálie
24. června 2010 rezignoval Kevin Rudd na post premiéra a předsedy strany a Julia Gillardová jej v těchto funkcích nahradila. Stala se 27. premiérem Austrálie a první ženou v úřadu. Od toho dne dva nejvyšší vládní posty Austrálie (generální guvernér a premiér) zastávaly ženy -Quentin Bryceová a Julia Gillardová. Dne 27. června 2013 jí v obou funkcích, tedy předseda strany a vlády Kevin Rudd vystřídal.